# Sebastian Colțescu
Constantin Sebastian Colțescu (Craiova, 6 mei 1977) is een Roemeens voetbalscheidsrechter. Hij was in dienst van FIFA en UEFA tussen 2006 en 2020. Ook leidt hij sinds 2003 wedstrijden in de Liga 1.
Op 17 juni 2006 leidde Colțescu zijn eerste duel in Europees verband tijdens een wedstrijd tussen Zrinjski Mostar en Marsaxlokk in de eerste ronde van de UEFA Intertoto Cup; het eindigde in 3–0 en Colțescu trok tweemaal een gele kaart. Zijn eerste interland floot hij op 2 juni 2013, toen Ierland met 4–0 won van Georgië door doelpunten van Richard Keogh, Simon Cox en twee goals van Robbie Keane. Tijdens deze wedstrijd toonde Colțescu aan twee Georgiërs een gele en aan één Georgiër een rode kaart.

## Interlands
| Datum            | Plaats           | Wedstrijd                | Uitslag | Competitie        | Kreeg geel | Kreeg voor de tweede keer geel en dus rood | Weggestuurd |
| ---------------- | ---------------- | ------------------------ | ------- | ----------------- | ---------- | ------------------------------------------ | ----------- |
| 2 juni 2013      | Dublin, Ierland  | Ierland – Georgië        | 4 – 0   | Vriendschappelijk | 2          | 0                                          | 1           |
| 31 mei 2016      | Novi Sad, Servië | Servië – Israël          | 3 – 1   | Vriendschappelijk | 4          | 0                                          | 0           |
| 10 november 2017 | Viseu, Portugal  | Portugal – Saoedi-Arabië | 3 – 0   | Vriendschappelijk | 2          | 0                                          | 0           |
| 11 november 2020 | Sofia, Bulgarije | Bulgarije – Gibraltar    | 3 – 0   | Vriendschappelijk | 2          | 0                                          | 0           |